# Enyedi István (orvos)
Enyedi István (Nagyenyed, 1694 – ?) orvos, Kolozsvár főbírója.

## Élete
Apja Enyedi István teológiai professzor volt. Tanulmányait Nagyenyeden kezdte, 1716-tól Odera-Frankfurtban, 1717–1719 között Halléban tanult, és orvosi oklevelet szerzett. Ezt követően a leideni egyetemre iratkozott be, utazást tett Drezdába, Lipcsébe, Rotterdamba, Franciaországba és Angliába. 1721-ben tért haza, és Kolozsváron tevékenykedett orvosként. Utóbb beválasztották a városi tanácsba, majd a város főbírója lett.

## Munkái
- De Medicina Hippocratis Mechanica. Praeside Friderico Hoffmanno. Halae Magd. 1719.